# Kytajhorod (Dnipro)
Kytajhorod (ukrainisch Китайгород; russisch Китайгород Kitajgorod) ist ein Dorf im Norden der ukrainischen Oblast Dnipropetrowsk mit etwa 2400 Einwohnern.

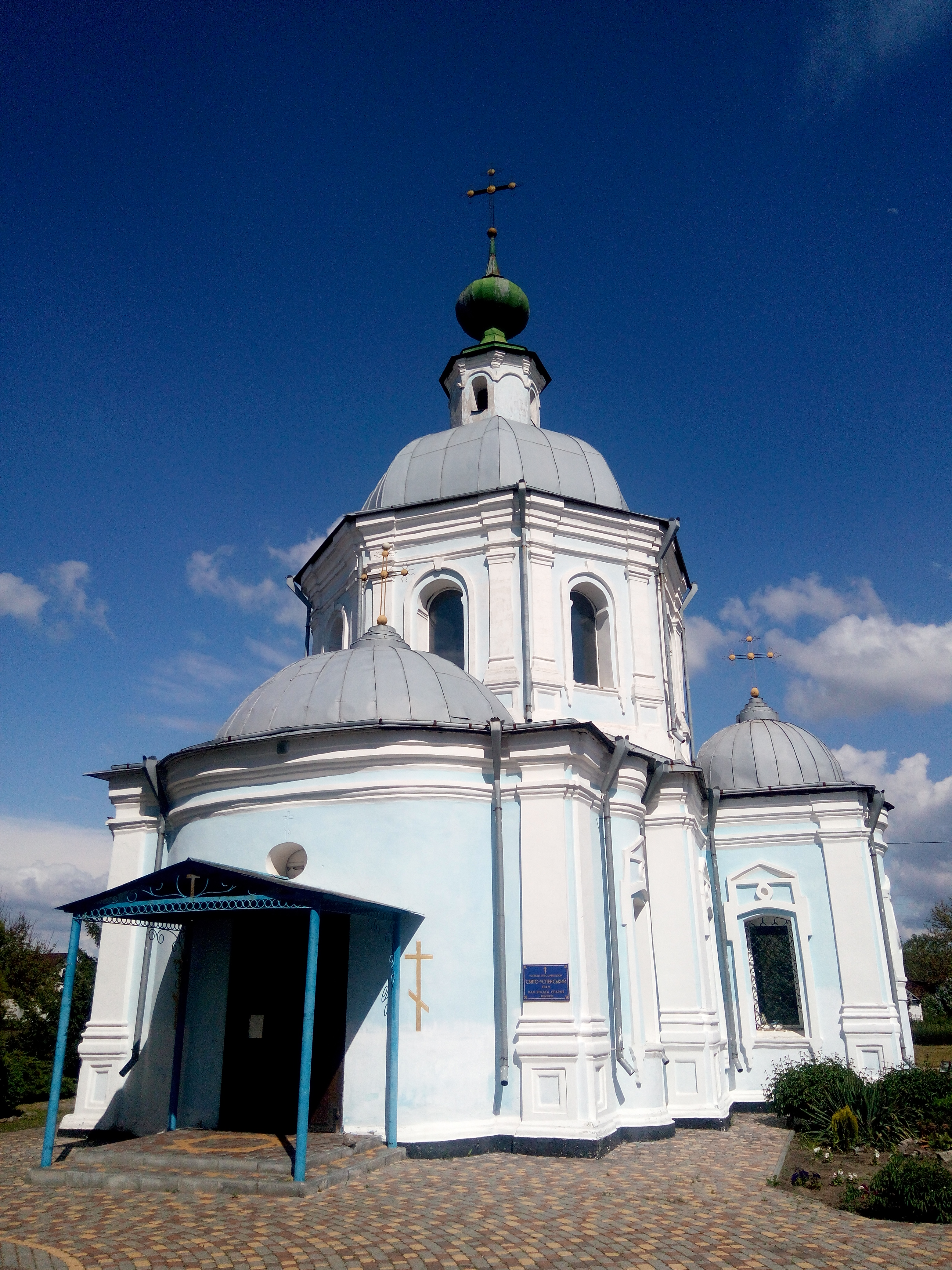
Die Mariä-Himmelfahrts-Kirche, erbaut 1754 im Stil des Kosakenbarocks

Das Dorf wurde 1667 zum ersten Mal schriftlich erwähnt und liegt am Fluss Oril und südlich der Nationalstraße N-31, 6 Kilometer südwestlich der ehemaligen Rajonshauptstadt Zarytschanka und 65 Kilometer nordwestlich der Oblasthauptstadt Dnipro.

## Verwaltungsgliederung
Am 20. Dezember 2017 wurde das Dorf zum Zentrum der neugegründeten Landgemeinde Kytajhorod (Китайгородська сільська громада/Kytajhorodska silska hromada). Zu dieser zählten auch die 4 in der untenstehenden Tabelle aufgelisteten Dörfer, bis dahin bildete es die gleichnamige Landratsgemeinde Kytajhorod (Китайгородська сільська рада/Kytajhorodska silska rada) im Westen des Rajons Zarytschanka.
Am 17. Juli 2020 kam es im Zuge einer großen Rajonsreform zum Anschluss des Rajonsgebietes an den Rajon Dnipro.
Folgende Orte sind neben dem Hauptort Kytajhorod Teil der Gemeinde:
| Name                     | Name       | Name                          |
| ukrainisch transkribiert | ukrainisch | russisch                      |
| ------------------------ | ---------- | ----------------------------- |
| Krawziwka                | Кравцівка  | Кравцовка (Krawzowka)         |
| Rudka                    | Рудка      | Рудка                         |
| Rybalky                  | Рибалки    | Рыбалки (Rybalki)             |
| Schtscherbyniwka         | Щербинівка | Щербиновка (Schtscherbinowka) |